# Музей кружева (Коняков)

Музей кружева — Мемориальная комната Марии Гварек в Конякове — музей, расположенный в Конякове, в районе деревни Шанце. Он посвящён личности Марии Гварек — выдающейся коняковской кружевнице, вязавшей крючком.

## История
Музей был основан в 1962 году, после смерти Марии Гварек.
В музее можно увидеть предметы одежды и изделия из кружева. К ним относятся, в том числе чепчики, шарфы, рюши, воротнички, украшения для постельного белья, занавески, салфетки для полочек и даже женское нижнее бельё (стринги). Один из экспонатов — незавершённая салфетка из хирургических нитей работы Марии Гварек для британской королевы Елизаветы II.
У музея нет фиксированных часов посещения. Время посещения необходимо согласовывать по телефону.
Музей состоит из двух залов.
Коняковское кружевоплетение было внесено в национальный список культурного наследия ЮНЕСКО в 2017 году.

## Коняковские кружева
В XXI веке известно около 2200 способов вязания мотивов коняковских кружев. Из гусей, шишечек, крылышек, утят и незабудок появляются большие и маленькие чудеса народного творчества: нежные узорчатые салфетки, кружевные чепцы, белые и кремовые круглые розочки, кружево для религиозных церемоний, скатерти, а также изделия, продиктованные модой и возможностью заработка: воротнички, перчатки, салфетки под посуду, свадебные платья, сережки, запонки для манжет, абажуры, ширмы.
Данные типы кружев носили Даниэль Ольбрыхский и Леон Немчик в экранизации «Потопа» Сенкевича (1974), а также герои «Яносика» и британская королева Елизавета.
«Без крючка не было бы жизни» — девиз коняковских мастериц.
Компания из Конякува вяжет на заказ кружевное белье (вместе со знаменитыми дебютными кружевными стрингами): бюстгальтеры, трусики, женские трусы-боксеры, топы, купальники и другие аксессуары, например, перчатки и ремни. Все делается вручную из хлопковых нитей, а источником вдохновения служат гуральские мотивы. В 2005 году коллекция выставлялась в Музее прикладного искусства (Museum für Angewandte Kunst) во Франкфурте, Германия, в программе «Дней польской культуры», в категории «новая традиция».

## Галерея

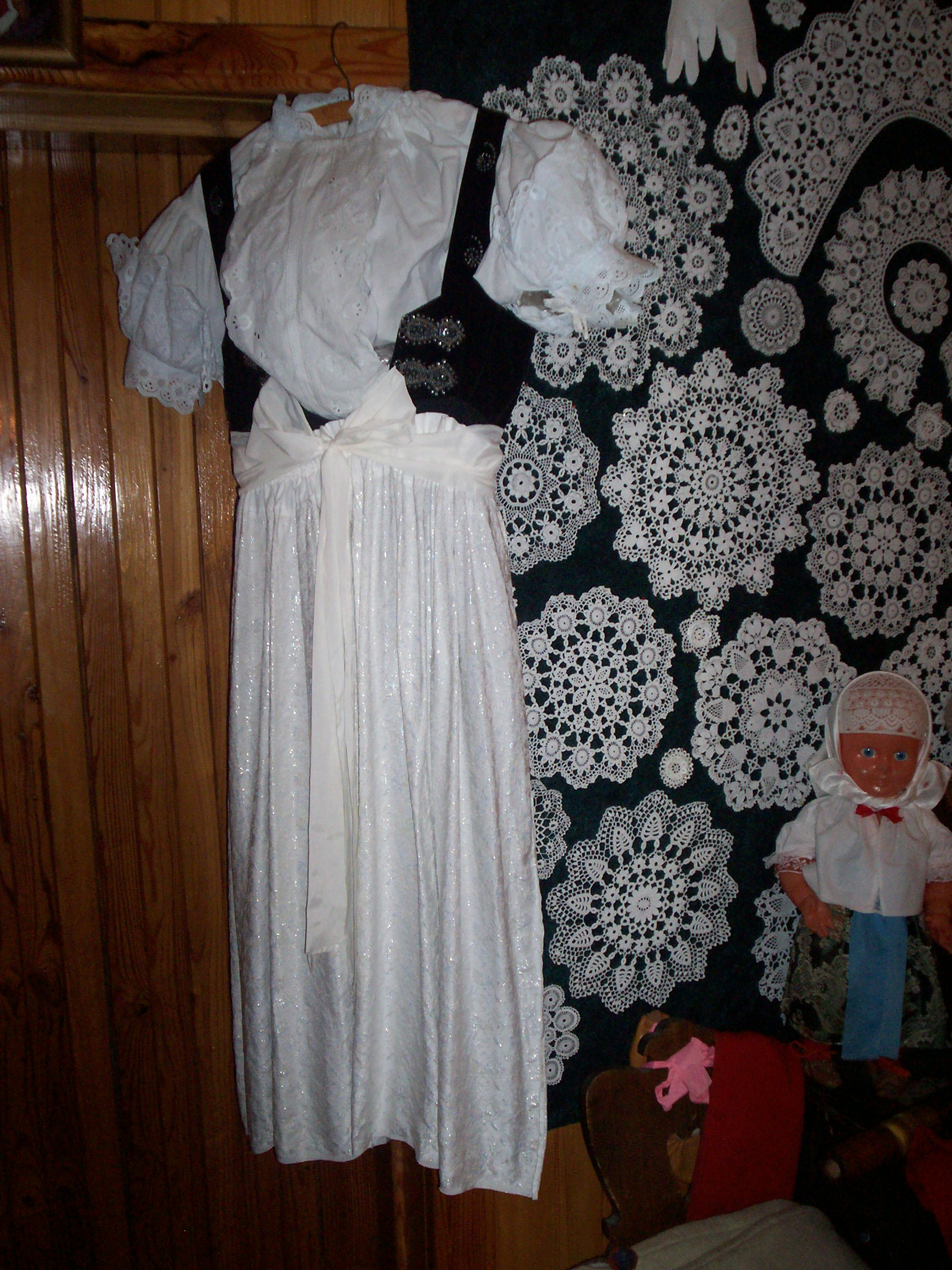
Экспозиция музея
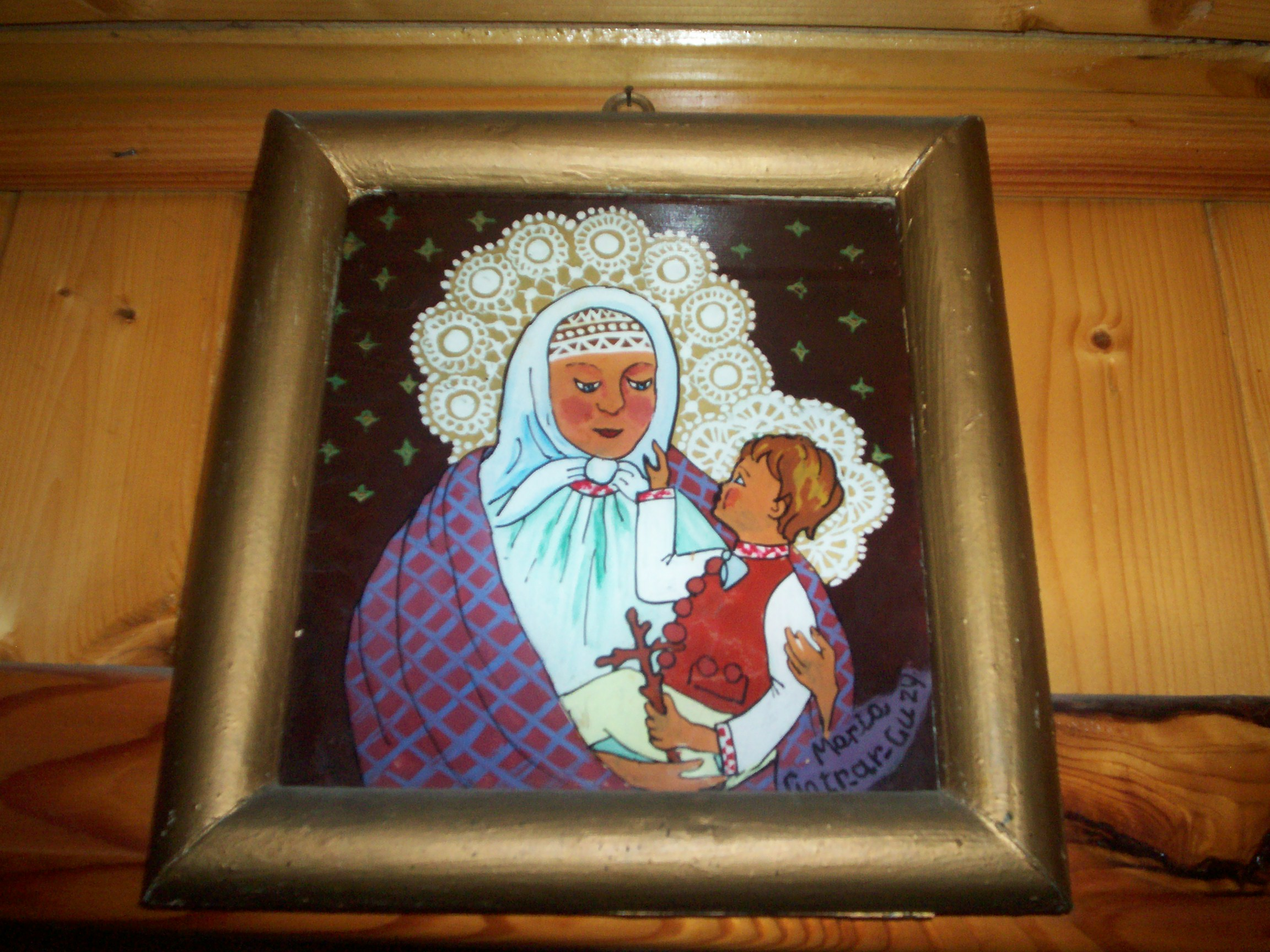
Экспозиция музея
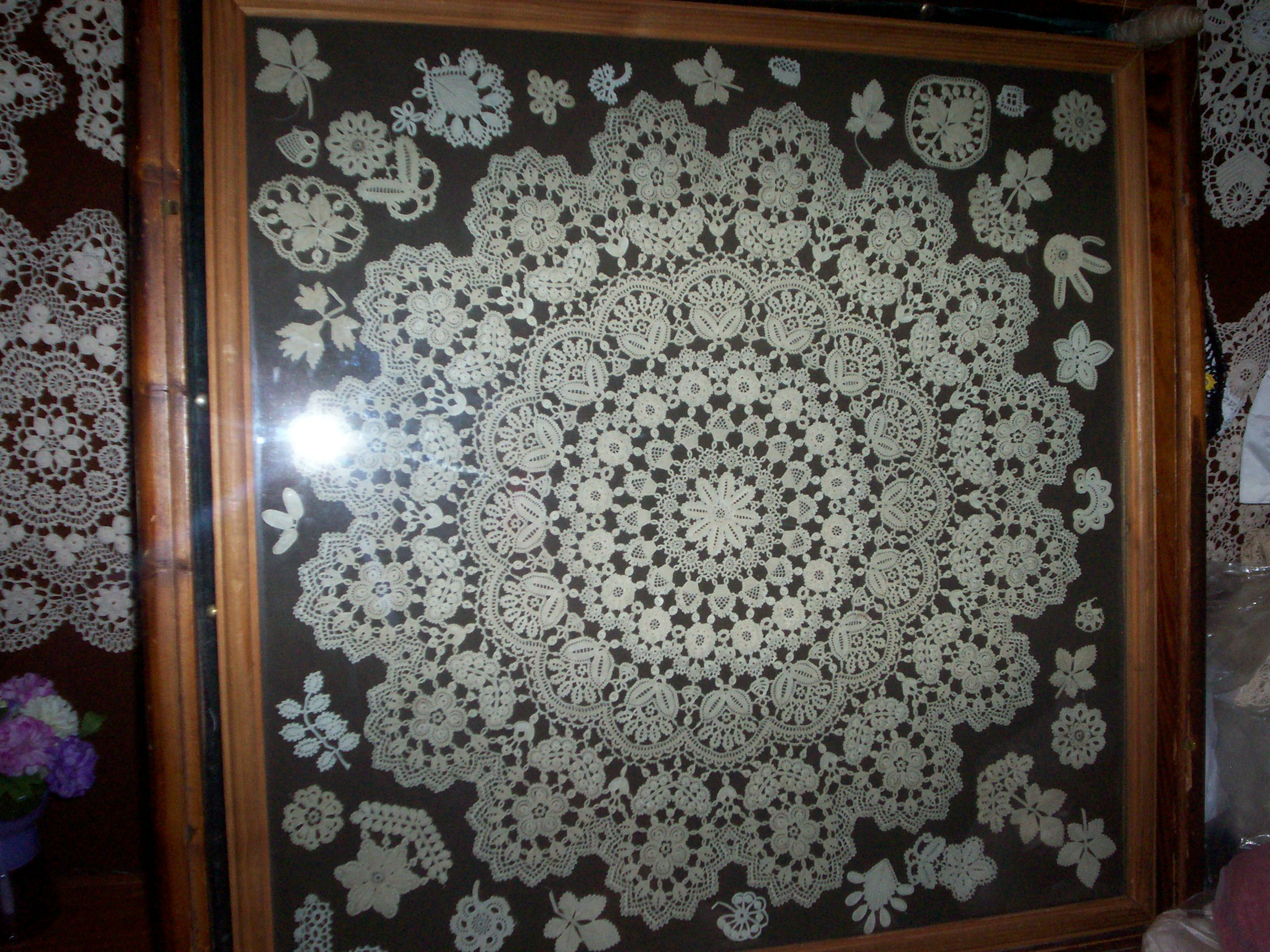
Экспозиция музея